# Bierbrouwerij De Boei
Bierbrouwerij De Boei is een brouwerij op het eiland Texel, net buiten Den Hoorn. De Boei is een van de vier brouwerijen op het eiland.
De bieren worden gebrouwen op Landgoed De Bonte Belevenis, een ambachtsmuseum op Texel. Toch worden de bieren van De Boei ook buiten het landgoed verkocht, voornamelijk op het eiland zelf, maar ook in gespecialiseerde biercafés en -winkels op het vasteland.

## Karakter
De brouwerij is onderdeel van een museum en kan bezocht worden. Bezoekers kunnen op die manier inzicht verkrijgen in het brouwproces. De bieren van De Boei worden gemaakt met natuurlijke ingrediënten die bij voorkeur van het eiland zelf komen. Zo worden er bv. duindoorns, vlierbessen en Texelse appels in de bieren verwerkt. De bieren hebben een uitgesproken smaak en zijn vooral bedoeld voor liefhebbers van speciaalbier.

## Bieren
- Dichte Mist, 6%, witbier
- Zomerzon, 6%, blond bier met vlierbloesem
- Windkracht 6, 6%, kruidig blond gebrouwen met Triticale en Wilde gagel.
- Windkracht 8, 8%, tripel
- Windkracht 10, 10%, quadrupel
- Windkracht 12, 12%, gerstewijn die eenmaal per jaar wordt gebrouwen

## Technische informatie
De totale jaarproductie ligt tussen de 10.000 en 15.000 liter.